# Vern Gillum
Vern Gillum est un réalisateur de télévision américain ayant réalisé des épisodes de plusieurs dizaines de séries télévisées depuis la fin des années 1980, dont Firefly, Flic de mon cœur (en)  (The Big Easy), Le Retour des Incorruptibles, Angel, Profiler, New York, police judiciaire et Pros and Cons.

## Filmographie
- 1987-1989 : Deux flics à Miami (série télévisée, 5 épisodes)
- 1990-1992 : New York, police judiciaire (série télévisée, 4 épisodes)
- 1993-1994 : Le Retour des Incorruptibles (série télévisée, 7 épisodes)
- 1994 : Urgences (série télévisée, saison 1 épisode 7)
- 1995-1996 : Sliders : Les Mondes parallèles (série télévisée, 3 épisodes)
- 1996-1997 : Flic de mon cœur (en) (The Big Easy) (série télévisée, 10 épisodes)
- 1999-2000 : Profiler (série télévisée, 4 épisodes)
- 1999-2004 : Angel (série télévisée, 4 épisodes : L'Étrange Docteur Meltzer, Le Déluge de feu, Harmony ne compte pas pour du beurre et Bombe à retardement)
- 2002-2003 : Firefly (série télévisée, 2 épisodes : Le Duel et Déchet précieux)
- 2005 : Prison Break (série télévisée, saison 1 épisode 7)